# Drosanthemum erigeriflorum
Drosanthemum erigeriflorum là một loài thực vật có hoa trong họ Phiên hạnh. Loài này được (Jacq.) Stearn mô tả khoa học đầu tiên năm 1939.